# Andrej Rendla
Andrej Rendla (ur. 13 października 1990 roku w Bańskiej Bystrzycy) – słowacki piłkarz grający na pozycji napastnika. Od 2015 do 2017 występował w klubie ŽP Šport Podbrezová, do którego trafił w 2015 roku z FC Twente. W sezonie 2010/2011 był wypożyczony do innego holenderskiego klubu − Heraclesa Almelo. Karierę rozpoczynał w rodzimym klubie Dukla Bańska Bystrzyca.